# Altkirch
Altkirch (Stara Cerkev) je naselje in občina v severovzhodni francoski regiji Alzaciji, podprefektura departmaja Haut-Rhin. Leta 2008 je naselje imelo 5.709 prebivalcev.

## Geografija
Kraj je središče južne alzaške pokrajine Sundgau. Nahaja se na griču nad reko Ill, v neposredni bližini meje z Nemčijo in Švico, 19 km južno od Mulhousa, 30 km zahodno od Basla.

## Administracija
Altkirch je sedež istoimenskega kantona, v katerega so poleg njegove vključene še občine Aspach, Ballersdorf, Berentzwiller, Carspach, Eglingen, Emlingen, Franken, Froeningen, Hausgauen, Heidwiller, Heiwiller, Hochstatt, Hundsbach, Illfurth, Jettingen, Luemschwiller, Obermorschwiller, Saint-Bernard, Schwoben, Spechbach-le-Bas, Spechbach-le-Haut, Tagolsheim, Tagsdorf, Walheim, Willer in Wittersdorf z 21.943 prebivalci.
Naselje je prav tako sedež okrožja, v katerem se nahajajo kantoni Altkirch, Dannemarie, Ferrette in Hirsingue z 61.242 prebivalci.

## Zgodovina
Altkirch je bil ustanovljen v 12. stoletju, sprva odvisen od ferrettskih grofov, ki so v njem dali leta 1105 zgraditi samostan Saint-Morand.

## Zanimivosti
- samostan Prieuré de Saint-Morand,
- Sundgauski muzej,
- vodnjak Device Marije na Trgu republike,
- le CRAC, center sodobne umetnosti Rhénan.

## Pobratena mesta
- Le Thor (Vaucluse, Francija),
- Ozoir-la-Ferrière (Seine-et-Marne, Francija),
- San Daniele del Friuli (Italija).